# Чубата синиця
Чубата синиця (Lophophanes) — рід горобцеподібних птахів родини синицевих (Paridae). Представники цього роду мешкають в Євразії.

## Види
Виділяють два види:
- Синиця чубата (Lophophanes cristatus)
- Синиця сірочуба (Lophophanes dichrous)

## Етимологія
Наукова назва роду Lophophanes походить від сполучення слів дав.-гр. λοφος — чуб і φανης — демонструвати.